# Уколь
Уколь — упразднённое село в Мариинском районе Кемеровской области. На момент упразднения входило в состав Малопесчанского сельского поселения. Исключено из учётных данных в 1997 году.

## География
Располагалось на левом берегу реки Кия между впадениями в неё рек Песчанка и Чедат, на расстоянии примерно 7 км по прямой к северо-западу от села Колеул.

## История
Основано в 1805 году. По данным на 1926 году деревня Уколь состояла из 75 хозяйств. В административном отношении являлась центром Укольского сельсовета Мало-Песчанского района Томского округа Сибирского края.
В 1930 году в связи с ликвидацией Мало-Песчанского района передано в состав Мариинского. В 1960 году включено в состав Мало-Песчанского сельсовета.

## Население
| 1970 | 1979 | 1989 |
| ---- | ---- | ---- |
| 201  | ↘45  | ↘0   |

По переписи 1926 г. в деревне проживало 384 человека (186 мужчин и 198 женщин), основное население — остяки (ханты).